# Miyako Maki
Miyako Maki (jap. 牧 美也子, Maki Miyako; * 29. Juli 1935 in Kōbe, Präfektur Hyōgo) ist eine japanische Mangaka.
Ihr Debüt machte sie 1957 mit Hahakoi no Waltz. Sie war eine der ersten weiblichen Mangaka, die sich durchsetzen konnten. 1960 hatte sie einen Hit mit Maki no Kuchibue, 1963 folgte Ribon no Waltz. Bereits 1968 wendete sie sich den, damals frisch entstandenen Josei-Manga zu. Sie gehörte zu den Stammzeichnern der Magazine Papillon und Funny. Später veröffentlichte sie auch in Seinen-Magazinen. Ihren größten Hit hatte sie in den 1980ern mit Akujo Bible, dass auch erfolgreich als Drama im japanischen Fernsehen lief.
Sie ist auch als Designerin der Puppe Licca-chan, dem japanischen Barbie-Pendant, bekannt.
Maki war mit Matsumoto Leiji verheiratet. Zusammen mit ihm hat sie in den 1960er Jahren ebenfalls einige Manga gezeichnet.

## Werke

### Manga
- Maki no Kuchibue (マキの口笛, 1960, Ribon / Shūeisha, 3 Bände)
- Sayonara wa Aki no Toki (さよならは秋の詩, 1973, Akimoto Shobō, 1 Band)
- Hishō no Onna (緋紋の女, 1974, Shogakukan, 2 Bände)
- Hoshi Uranai (星占い, Bestseller-sha, 3 Bände)
- Gōgatsu Yami (五月闇, 1976, Shogakukan, 1 Band)
- Seiza no Onna (星座の女, 1977, Shogakukan, 3 Bände)
- Koibitokō (恋人岬, 1978–1979, Shūeisha, 7 Bände, gemeinsam mit Ikki Kajiwara)
- Kamen no Kisetsu (花面の季節, 1978, Seven / Shogakukan, 2 Bände, gemeinsam mit Mieko Koyamauchi)
- Kono Yo no Hana (この世の花, Seven / Shogakukan, 1 Band)
- Yuki Hotaru (雪蛍, 1978, Custom / Nihon Bungeisha, 1 Band)
- Ai… Sono Ashita (愛・・・その明日, 1978, Young Lady / Kodansha, 2 Bände)
- Murasaki Jōwa (むらさき情話, 1978, Shūeisha, 4 Bände, gemeinsam mit Mamoru Sasaki)
- Ezōshi Goodbye Angels (絵草紙グッバイ・エンジェルズ, 1979, Bronze-sha, 1 Band, gemeinsam mit Tatsuhiko Mizuki)
- Yuki no Shita (雪の舌, 1980, Shogakukan, 1 Band)
- Akasaka Monogatari (赤坂物語, 1980, Comic Goraku / Nihon Bungeisha, 1 Band)
- Mahiru Lullaby (真昼・ららばい, 1982–1983, Big Comic for Lady / Shogakukan, 4 Bände)
- Akujo Bible (悪女聖書, 1984–1991, Josei Jishin / Kōbunsha, 27 Bände, gemeinsam mit Etsuko Ikeda)
- Casablanca Beat (カサブランカ・ビート, 1985, Big Comic for Lady / Shogakukan, 1 Band)
- Tennyo-tachi no Yoru (天女たちの夜, 1985, Comic Souris / Chūōkōron-sha, 2 Bände)
- Mokurensaka (黙恋坂, Rouge / Futabasha, 1 Band)
- Genji Monogatari (源氏物語, 1988–1990, Shogakukan, 10 Bände)
- Adashi no Monogatari (化の物語, 1992–1993, Comic Val / Kōbunsha, 5 Bände, gemeinsam mit Etsuko Ikeda)
- Akujo Bible II (悪女聖書II, 1993–1995, Josei Jishin / Kōbunsha, 6 Bände, gemeinsam mit Etsuko Ikeda)
- Hime-e no Onna (秘め絵の女, 1995, Comic Val / Kōbunsha, 2 Bände)
- Shitsu Rakuen (失楽園, 1997, Young Rose / Kadokawa Shoten, 1 Band, nach Jun’ichi Watanabe)
- Kōshoku Gojin (好色五人, 2001, Chūōkōron-sha, 1 Band)
- Salome (サロメ, Futabasha, 1 Band, nach Oscar Wilde)

## Auszeichnungen
- 1974: 3. Japanese Cartoonists Association Award für Hishou no Onna
- 1989: 34. Shogakukan Award (Hauptkategorie) für Genji Monogatari
- 1. Platz beim Montreal’s International Salon for Carricature and Cartoons für Seiza no Onna

| Personendaten    | Personendaten         |
| ---------------- | --------------------- |
| NAME             | Maki, Miyako          |
| ALTERNATIVNAMEN  | 牧 美也子 (japanisch) |
| KURZBESCHREIBUNG | japanische Mangaka    |
| GEBURTSDATUM     | 29. Juli 1935         |
| GEBURTSORT       | Kōbe, Präfektur Hyōgo |